# Horizontalwinkel

Abstandsbestimmung (z. B. Breite eines Flusses) mit einem Theodolit oder Tachymeter mittels Horizontalwinkelmessung

Horizontalwinkel – auch Azimutalwinkel genannt – sind in einer waagerechten Ebene gemessene Winkel. Im Gegensatz dazu werden in senkrechter Ebene gemessene Winkel als Höhenwinkel oder Vertikalwinkel bezeichnet.
Die Schenkel eines Horizontalwinkels werden Richtungen, exakter Horizontalrichtungen genannt.
Zur Punktbestimmung in der Geodäsie werden Horizontalwinkel mit einem Theodolit oder Tachymeter gemessen und (meist) mit gemessenen Distanzen kombiniert. Höchste Genauigkeit (besser als 1″) erreicht man mit Satzmessungen (wiederholte Winkelmessung hin/her). In der Astronomie lassen sich mit Universalinstrumenten sogar Genauigkeiten besser als 0,1″ erreichen.